# Río Tay
El río Tay es un río de la vertiente del mar del Norte del Reino Unido, que nace en los Highlands y fluye hacia abajo en el centro de Escocia atravesando las ciudades de Perth y Dundee. Es el río más largo de Escocia y el sexto más largo en el Reino Unido. También es el río del Reino Unido con mayor volumen de descarga y cuenta con una cuenca hidrográfica de aproximadamente 4970 km².

## Curso
Los desagües del Tay son muchos más bajos que la región de Highlands, siendo su fuente de alta en las laderas de Ben Lui. La fuente está a sólo 32 km de la costa oeste de la ciudad de Oban, en Argyll and Bute. Las aguas fluyen a través de Perth y Kinross hacia el Firth of Tay y el mar del Norte, unos 160 km al este. El río tiene una variedad de nombres en la parte superior de captación: durante las primeras millas del río que se conoce como el río Connonish; entonces se le llama el río Fillan y, a continuación, el nombre cambia de nuevo al río Dochart hasta que desemboca en Loch Tay en Killin. El río Tay surge de Loch Tay en Kenmore, corriendo y de allí a Perth que, en tiempos históricos, fue el puente más bajo del río. A continuación, en Perth, el río se convierte en estuario y entra en el Firth of Tay. La ciudad más grande en el río, Dundee, se encuentra en la orilla norte del Firth.

## Historia
El caudal máximo registrado hasta ahora de 2269 m³/s se registró el 17 de enero de 1993, cuando el río aumentó 6,48 metros por encima de su nivel habitual en Perth, y causó grandes inundaciones en la ciudad. Si no fuera por los sistemas hidroeléctricos aguas que retuvieron la escorrentía, el pico habría sido considerablemente mayor. La mayor inundación se produjo en Perth en 1814, cuando el río aumentó 7 m por encima del nivel habitual, en parte causada por un bloqueo de hielo bajo la Smeaton's Bridge. Otras graves inundaciones se produjeron en 1210 y 1648, cuando anteriormente puentes sobre el Tay en Perth fueron destruidos.
En el siglo XIX el Tay Rail Bridge fue construido a través del Firth, en Dundee, como parte de la costa oriental de la línea principal, que ha vinculado a Aberdeen en el norte de Edimburgo y, en última instancia, Londres hacia el sur. El 28 de diciembre de 1879, el puente se derrumbó cuando un tren pasó sobre él. Todo el tren cayó en el Firth, con la pérdida de 75 pasajeros y todo el personal. El evento fue "inmortalizado" en un poema, The Tay Bridge Disaster, escrito por William McGonagall. La respuesta crítica a su artículo fue reforzada por el hecho de que él ya había escrito dos poemas celebrando la fuerza y asegurando la inmortalidad del Tay Rail Bridge.
El puente ferroviario a través del Firth fue posteriormente reconstruido, y en el decenio de 1960 una hoja de puente fue construido cerca.
Varios lugares a lo largo del Tay tomaron sus nombres a partir de él, o se cree que lo han hecho:
- Dundee - Dun Deagh, Fort on the Tay.
- Broughty Ferry, known locally as Brochtie - Bruach Tatha, Bank of the Tay.
- Taymouth - Near the mouth of Loch Tay.
- Tayside - A former Scottish Government region.